# Steve Driesen
Pour les articles homonymes, voir Driesen.
Steve Driesen, né le 12 avril 1972, est un acteur belge.

## Biographie
Steve Driesen est diplômé de l'Institut des arts de diffusion (IAD) en 1996. Il habite Bruxelles.

## Filmographie

### Cinéma
- 2009 : Hudud : Pasteur
- 2013 : Landes : Cachan
- 2014 : Le Temps des aveux : Père Vernet
- 2016 : L'Outsider : Jean-Pierre Kaplan
- 2017 : Good Favour : Joseph
- 2018 : Une part d'ombre : Simon
- 2019 : Unplanned
- 2021 : Der menschliche Faktor (titre international : Human Factors) de Ronny Trocker
- 2022 : Van Gogh In Love de Jean-Luc Ayach
- 2025 : Dossier 137 de Dominik Moll : Commissaire BRI

#### Courts-métrages
- 2006 : Le Sens de l'orientation
- 2012 : Bowling Killers
- 2013 : Millionnaires
- 2013 : Prrreüte
- 2014 : Enkephalin: Vertiginous Hole
- 2014 : Forêt
- 2014 : The Dancing
- 2015 : Ineffaçable
- 2016 : Accomplices
- 2016 : Chaos
- 2017 : Les Petites Mains
- 2017 : Témoins

### Télévision

#### Séries télévisées
- 2012 : Section de recherches : Pascal
- 2016 : Amnêsia : José
- 2016 : Section zéro : Amos Bauer / Foetus
- 2017 : Les Témoins : Oliver Keemer
- 2018 : eLegal : Mr. Ruysbroeck
- 2018 : Les Rivières pourpres : Philippe Gaillard
- 2019 : Prise au piège : Docteur Novak
- 2021 : Paris Police 1900 : Waldeck-Rousseau
- 2021 : Les Aventures du jeune Voltaire : le commissaire
- 2021 : Coyotes : Moyersoen
- 2021 : Germinal : Charles Bressan
- 2025 : Anaon : M. Larri, le maire
- 2026 : Désenchantées

#### Téléfilms
- 2014 : Marie Curie, une femme sur le front : le chirurgien hôtel Gérardmer
- 2015 : Le Vagabond de la Baie de Somme : Claude Longuet
- 2015 : Je voulais juste rentrer chez moi : inspecteur André Marquand
- 2018 : Victor Hugo, ennemi d’État de Jean-Marc Moutout : Alphonse de Lamartine

### Clips
- 2007 : Ça fait mal de Christophe Maé
- 2021 : Born for one thing de Gojira : Gardien

## Doublage

### Cinéma

#### Films
- 2014 : Les Boys d'Abou Ghraib (en) : Ghazi Hammoud (Omid Abtahi)
- 2017 : Cold Skin : l'officier de la marine (Ben Temple (ca))
- 2018 : The Unthinkable : Björn (Jesper Barkselius (sv))
- 2019 : Romulus et Rémus : Le Premier roi : Veltur (Max Malatesta)
- 2020 : Assiégés : Mohammed (Sharif Dorani)
- 2020 : Canicule : ? (?)
- 2020 : J'y crois encore : ? (?)
- 2021 : The J Team (en) : ? (?)
- 2021 : Kenshin : L'Achèvement : Seijuro [Qui ?]
- 2021 : Margrete : Reine du Nord : ? (?)
- 2021 : The Medium : le producteur [Qui ?]
- 2022 : La Disparue : Knuckles (Ethan Embry)
- 2022 : La Maleta : ? (?)
- 2022 : Poker Face : Victor (Paul Tassone)
- 2023 : Misanthrope : Dean Possey (Ralph Ineson)
- 2023 : La Tresse : l'homme du pont de la gare [Qui ?]
- 2023 : Knox : Thomas Muncie (Ray McKinnon)
- 2023 : Le Prix de la vengeance : ? (?)

#### Films d'animation
- 2017 : Starship Troopers : L'Invasion de Mars : le général Carl Jenkins
- 2021 : Le Royaume des étoiles (en) : voix additionnelles
- 2022 : The First Slam Dunk : voix additionnelles
- 2022 : La Guerre des Dieux (en) : Shen Gongbao
- 2023 : Maurice le chat fabuleux : Billy

### Télévision

#### Téléfilms
- 2018 : La Proposition de Noël : Foster Broussard (Hunter Burke)

#### Séries télévisées
- 2017 : Blood Drive : Julian Slink (Colin Cunningham)
- 2020-2021 : Alex Rider : Yassen Gregorovitch (Thomas Levin) (14 épisodes)
- 2022 : Les Enquêtes de Kindaichi : Takashi Wanise (Yū Kamio)
- 2022 : Life and Beth : Matt (Kevin Kane)
- 2022 : Un jour après l'autre (es) : ? (?)
- 2022 : Bosé (es) : José María Íñigo (es) (Daniel Huarte (es)) (épisode 1)
- 2022 : Chantal : Arne Goedvriendt (Steven Mahieu (nl))
- 2023 : Ten Pound Poms (en) : JJ Walker (Stephen Curry)
- 2023 : Archie (en) : Elias Leach à 30 ans (Henry Lloyd-Hughes) (mini-série)
- 2024 : Nell Rebelle (en) : Sam Jackson (Craig Parkinson)

#### Séries d'animation
- 2000[n 1] : Ippo : The Fighting! : le présentateur
- 2009 : Yu-Gi-Oh! 5D's : le père de Nico et West et Robert Pearson
- 2010 : Beyblade: Metal : Argo Garcia (2e voix) et Rago
- 2012 : Beyblade: Shogun Steel : Argo Garcia
- 2012 : BeyWheelz (en) : Glen
- 2012 : Défis extrêmes : Retour à l'île : Scott
- 2013 : Hulk et les Agents du S.M.A.S.H. : le Leader
- 2015 : Défis extrêmes : L'Île de secours : Max
- 2016 : Star Wars : Les Aventures des Freemaker : N-3R0
- 2016 :  Ninjago : Maître Chen
- 2017 : Digimon Appmon : Oujamon, Scopemon et Deusmon
- 2018 : Défis extrêmes : Retour à la maternelle : Max
- 2019 : Transformers: Cyberverse : Jetfire
- 2019 : Cannon Busters (en) : voix additionnelles
- 2020 : One Piece : Page One
- 2020 : Deca-Dence : voix additionnelles
- 2020[n 2] : The God of High School : Hallyang Seo
- 2021 : Dragon Quest : La Quête de Daï : Masopho
- 2021 : La Légende de Spark : ?
- 2021 : Miss Kobayashi's Dragon Maid : Kremene (épisode 16)
- 2021 : The World's Finest Assassin Gets Reincarnated in Another World as an Aristocrat : Setenta Macnessa (épisode 12)
- depuis 2021 : Dr Stone : Yō Uei
- 2022 : Inside Job : ? (saison 2)
- 2022 : Love of Kill : Euripedes Ritzland
- 2022 : Berserk : L'Âge d'or - Memorial Edition : Adon Corbolwitz (épisodes 4 à 6)
- 2022-2023 : Human Resources (en) : Joe
- 2023 : Nier: Automata Ver1.1a : Adam
- 2023 : J'épargne 80 000 pièces d'or dans un autre monde pour ma retraite (en) : Ça (épisode 1) et Sven
- 2023 : Bungo Stray Dogs : le patron du Uzumaki (2e voix, épisode 49)
- 2023 : Dead Mount Death Play : Goro Shinoyama (épisode 6)
- 2023 : Castlevania: Nocturne : Olrox
- 2023 : Moi, quand je me réincarne en Slime : Le Rêve de Coléus : Paulo

### Livres audio
- 2020 : Le Crépuscule et l'Aube : Ken Follett
- 2020 : L'Énigme de la chambre 622 : Joël Dicker

## Théâtre
- L'Odyssée, mise en scène de J.H. Marchant
- La Dame de chez Maxim, mise en scène de Dominique Haumont
- Barabbas, mise en scène de Dominique Haumont
- Les Indifférents, mise en scène de J. Besprosvany (1997/1996)
- La chute des aveugles, mise en scène de L.V. Grunderbeeck
- Une fête pour Boris, mise en scène de A. Ronse
- Angelo, tyran de Padoue, mise en scène de P. Abs (1998/1997)
- Don Quichotte, mise en scène de J.H. Marchant
- Le Château, mise en scène de J.H. Marchant
- Tout est bien qui finit bien, mise en scène de A. Delcampe (1999/1998)
- L'année du bac
- L'écume des jours, Georges Dandin (2000/99)
- Georges Dandin, mise en scène de E. Rambeaux
- L'écume des jours, mise en scène de B. Damien
- Le Roi Lear, mise en scène de D. Scahaise (2002)
- L'Exemple du Dr Korczak, mise en scène de J.H. Marchant (2003)
- L'Iliade d'Homère, mise en scène de Jules-Henri Marchan (2004)
- Moi, Fréderic de L. Wouters, lecture-spectacle, Théâtre du Parc
- La Tempête de William Shakespeare , mise en scène de S. Shan
- Sœur Sourire de M. Destrait, mise en scène de Ch.Brutout
- L'École des femmes de Molière, mise en scène de J-C Idée (2005)
- Face au mur, trois textes de M. Crimp, Théâtre de la Balsamine, mise en scène de J.F. Demeyère (2006)
- Macrocosmos, spectacle jeune public de Ph. Druet, La Montagne magique, mise en scène de Ph. Druet
- Spectacle de clown, Inde et Sri Lanka, Camps de réfugiés, bidonvilles, centres fermés...
- Il Cortile de Spiro Scimone, ZUT, mise en scène de Valérie Lemaître
- Spectacle de clowns dans les bidonvilles d'Haïti avec Clowns et Magiciens, Sans Frontières, Le Triomphe de l'amour de Marivaux Festival Avignon-théâtre du petit Louvre
- Capitaine Fracasse, adapt. et mise en scène de Th. Debroux, Théâtre royal du Parc
- Garbo n’a plus le sourire de V. Moeschler, Théâtre royal du Parc, mise en scène de V. Biefnot
- Milady d'Éric-Emmanuel Schmitt, Villers-La-Ville, mise en scène de P.Racan
- Roméo et Juliette de William Shakespeare, Théâtre des Galeries, mise en scène de G. Lini

## Distinctions
- 2014 : Magritte du cinéma : nomination au Magritte du meilleur espoir masculin pour Landes (2013)